# Любка зеленоквіткова
Лю́бка зеленоквітко́ва, любка зеленоцвіта, широт зеленоцвітий (Platanthera chlorantha) — багаторічна рослина родини зозулинцевих. Рідкісний вид, занесений до Червоної книги України у статусі «Неоцінений». Лікарська та декоративна культура.

## Опис
Трав'яниста рослина заввишки 30-60 см. Бульби завдовжки 2-4 см, завширшки 0,8-1,5 см, парні, яйцеподібні або овальні, на протилежному від стебла кінці поступово витончуються і переходять у корінці. Стебло пряме, міцне, гранчасте. Два великих, еліптичних, із заокругленими кінцями листки розміщені при основі стебла, вище розташовані 2-3 піхви з невеликими листковими пластинками. Прикореневі листки завдовжки 10-20 см, завширшки 3-8 см. Приквітки ланцетні, загострені, ті, що розташовані при основі суцвіття, значно довші за зав'язь.
Суцвіття — довгий, циліндричний, негустий колос, що складається з 9-23 квіток; завдовжки 7-25 см, завширшки 3,5-4 см. Квітки великі, зеленкувато-білі, майже без запаху. Їх пиляки розміщені під кутом. Губа лінійно-ланцетна, тупа, 11-14 мм завдовжки і до 3 мм завширшки. Шпорець булавоподібно потовщений, горизонтальний або косо спрямований вниз. Зеленкуватий відтінок шпорця — характерна ознака, за якою цю рослину можна відрізнити від близького виду — любки дволистої. Плід — куляста коробочка. Насіння дрібне, пилоподібне.
Число хромосом 2n = 42.

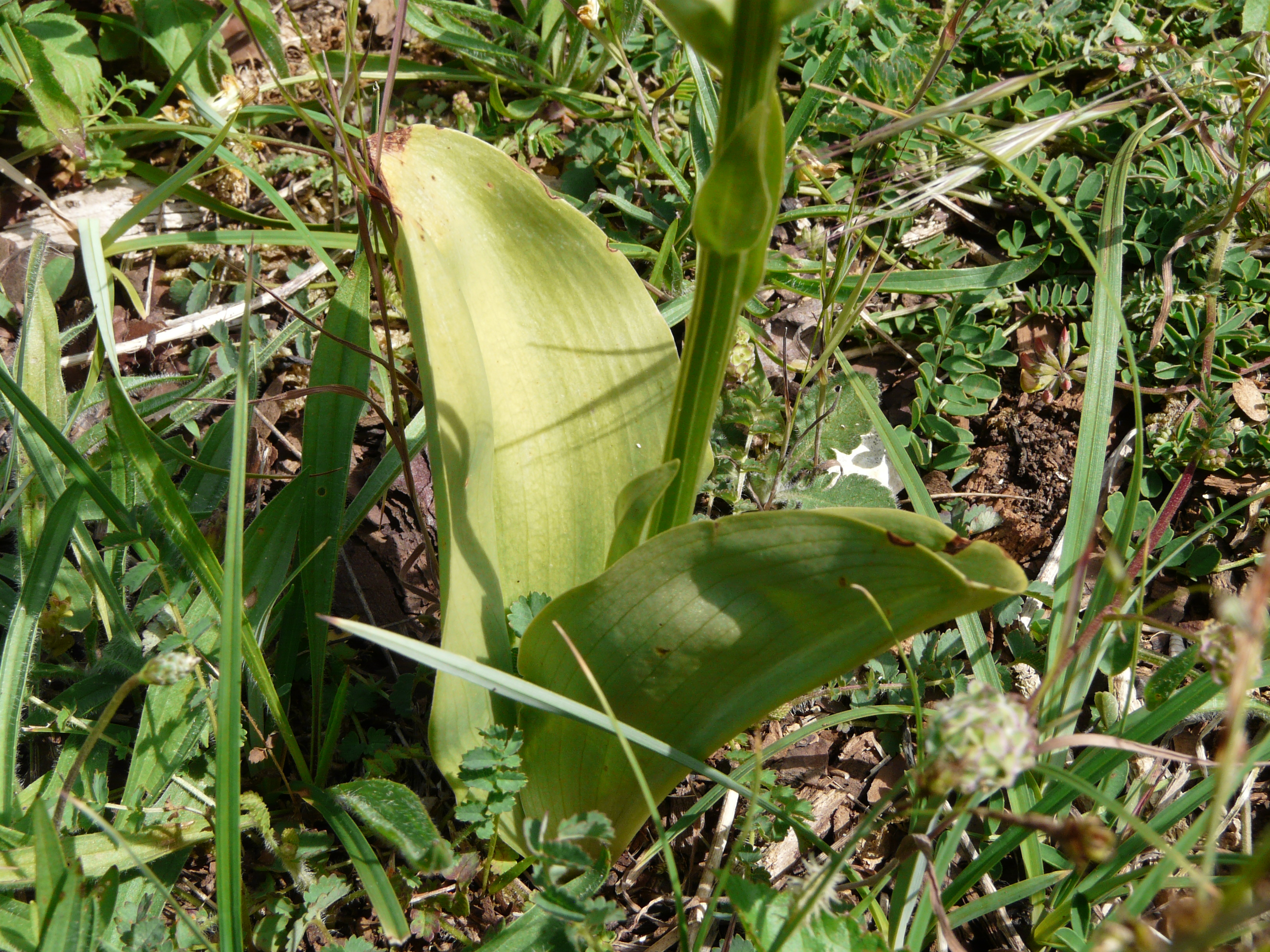
Листя
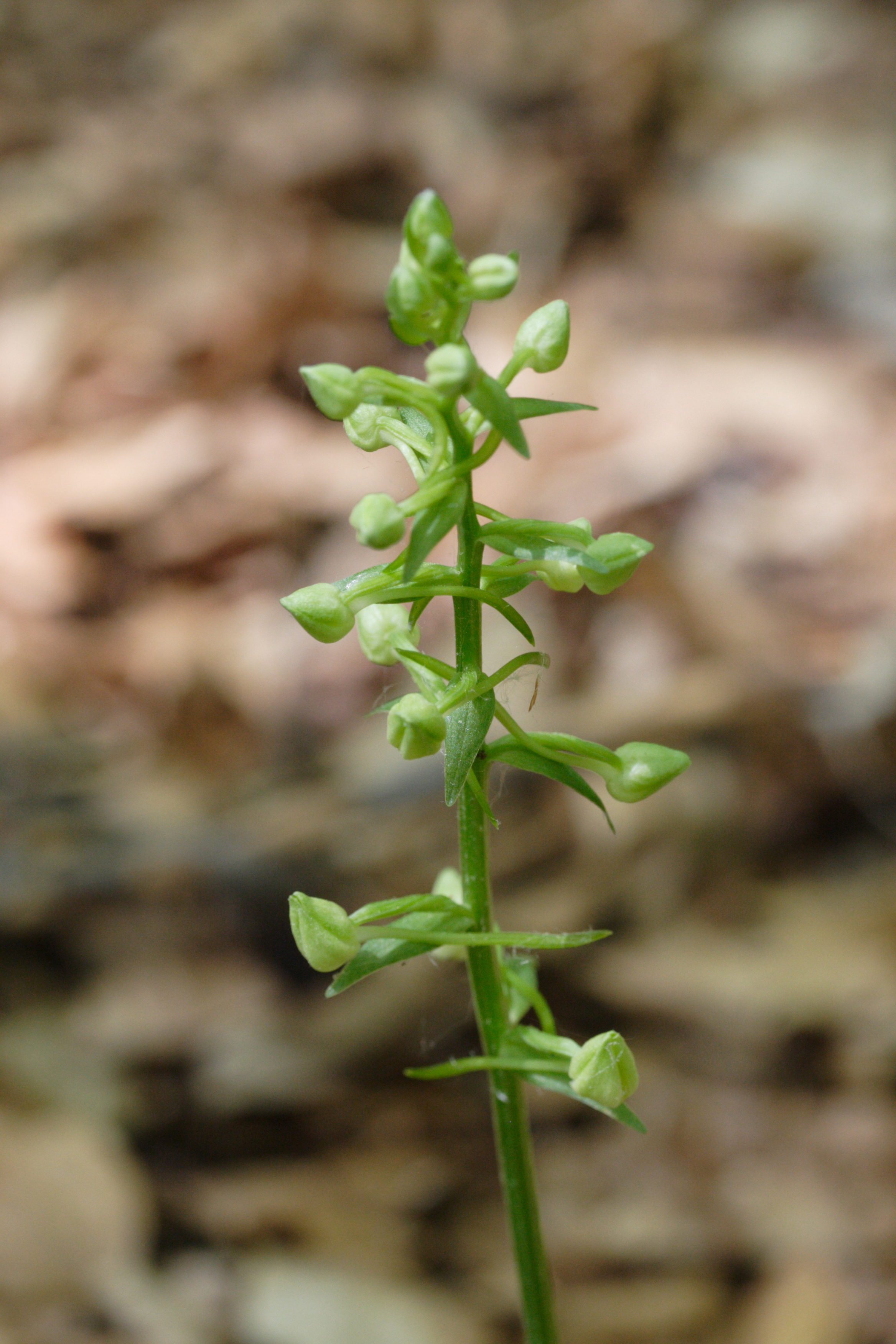
Пуп'янки
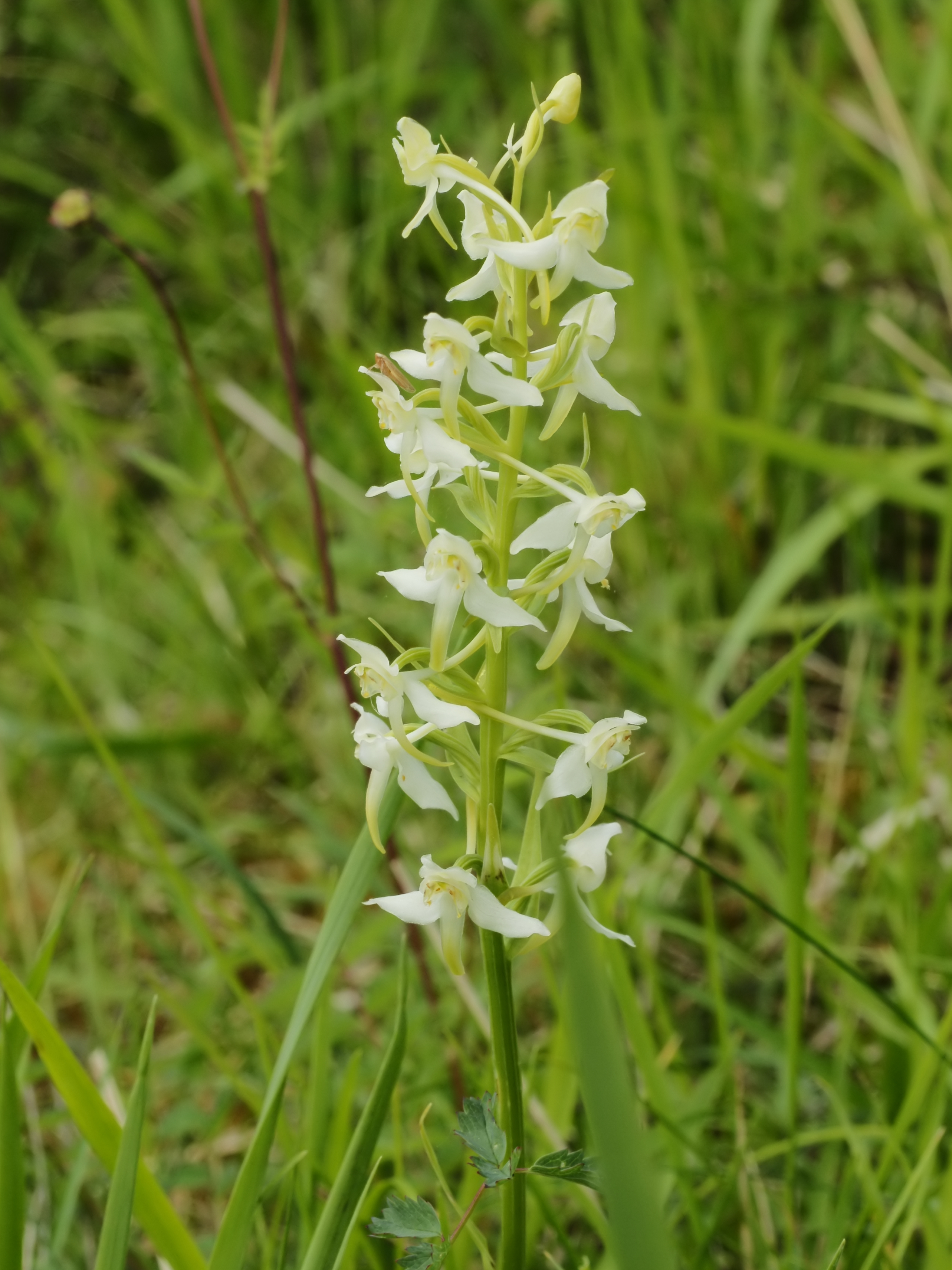
Суцвіття
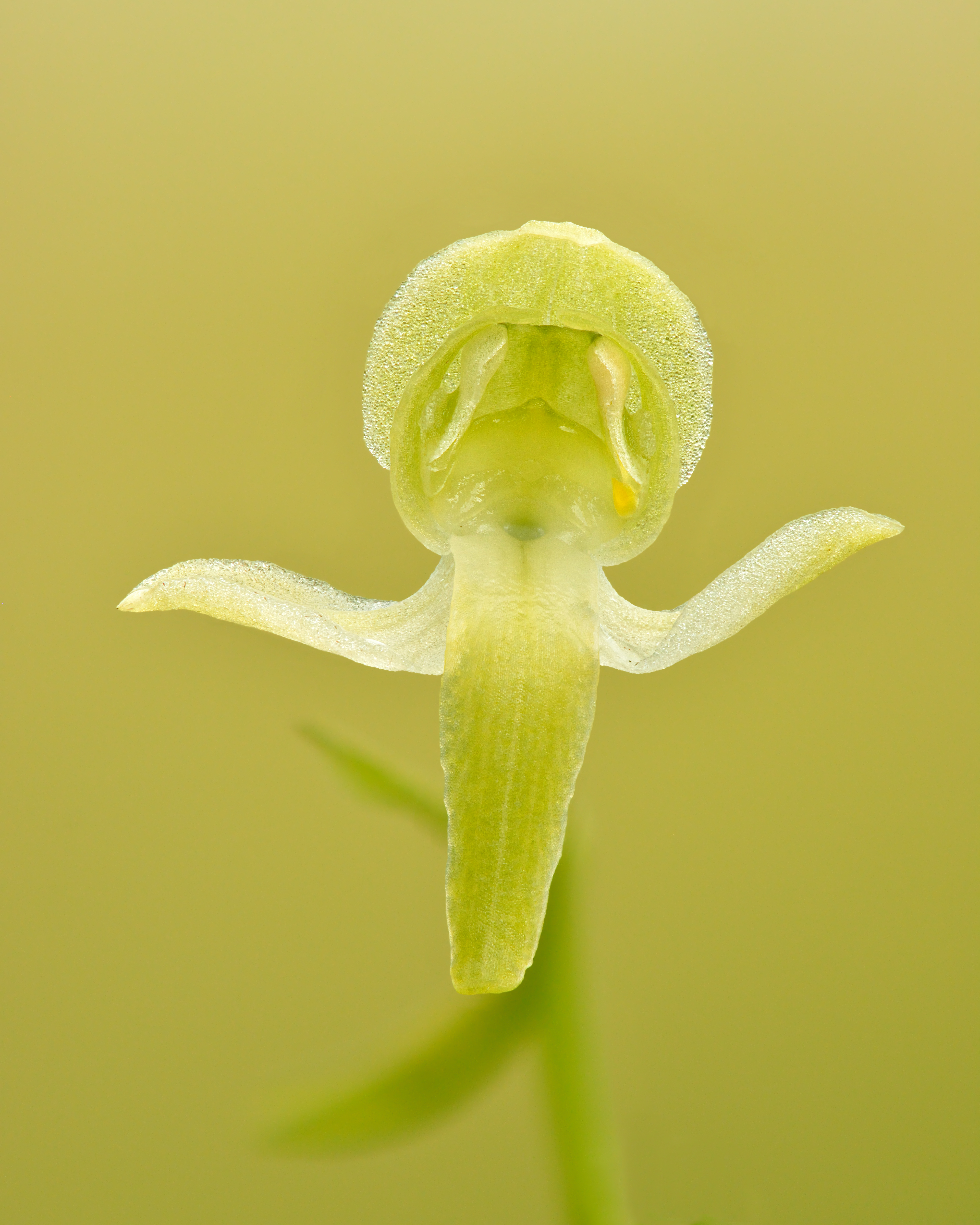
Окрема квітка

## Екологія

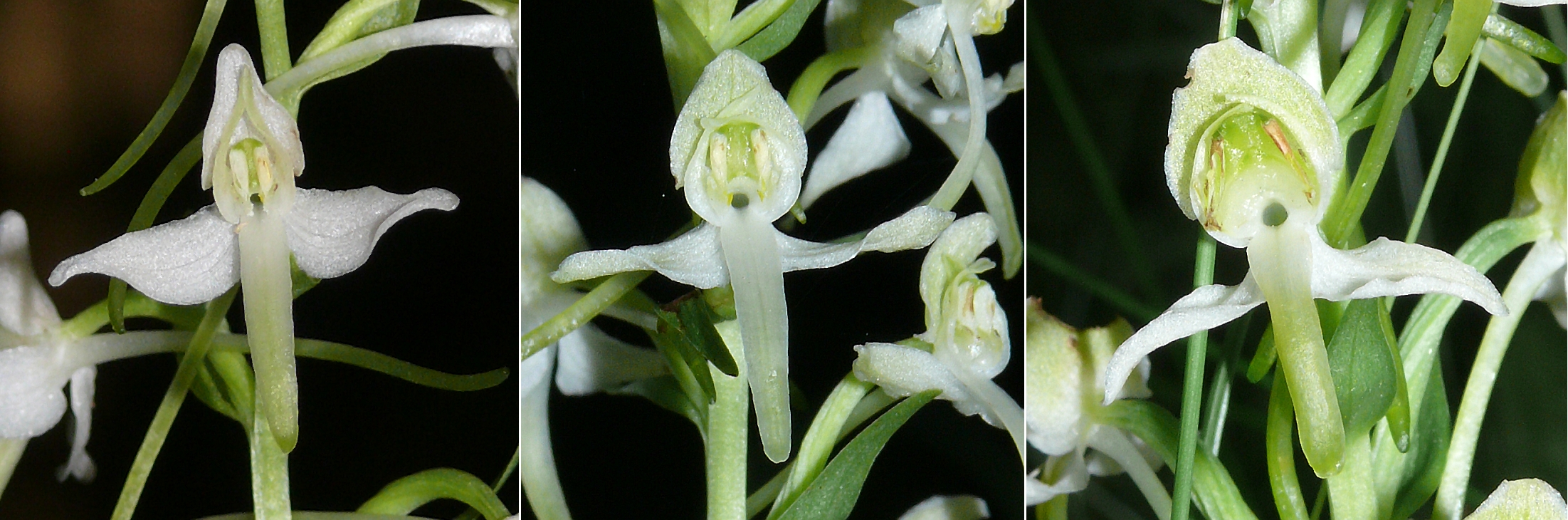
Форма квіток любки дволистої (ліворуч), гібридної (в центрі) та зеленоквіткової (праворуч)

Рослина помірно вологолюбна, віддає перевагу вапняковим ґрунтам, нерідко зростає на опідзолених нейтральних або слабокислих. Найчастіше любку зеленоквіткову можна знайти в світлих листяних та хвойних лісах, в заростях чагарників, на лісових галявинах і вологих луках. В Карпатах вона поширена у дубових і букових лісах, в Криму — у соснових та пухнастодубових. Завдяки бульбам, в яких накопичується запас поживних речовин, любка зеленоквіткова здатна переносити короткочасну посуху.
Цвітіння відбувається раз на 2-3 роки і триває в Європі у травні-липні, в Китаї — у червні-серпні. Фенологічно цвітіння цього виду наступає на 2-3 тижні раніше, ніж любки дволистої. Квітки запилюються нічними метеликами, яких рослина приваблює ароматом, що посилюється вночі, а також специфічною формою квіток, яка нагадує метелика, що начебто вже сидить на суцвітті.
Плоди достигають у липні-вересні. Розмножується насінням, рідше — вегетативно (дочірніми бульбами). Оскільки дрібні насінини не містять ендосперму, зародок без запасу поживних речовин не може прорости самостійно. Для цього насінина має заразитися симбіотичним грибом, який утворює мікоризу. Надалі саме вона стає основною постачальницею поживних речовин для молодої рослини.
Відомі міжродові гібриди цього виду з псевдорхісом білуватим (Pseudanthera ×breadalbanensis McKean), зозульками Фукса (×Rhizanthera martysiensis Balayer), зозулинцем блідим (×Orchiplatanthera andreasii Kümpel), а також любка гібридна — міжвидовий гібрид між любкою дволистою і зеленоквітковою (Platanthera × hybrida Brügger, 1882).

## Поширення
Ареал виду доволі широкий і охоплює помірні та субтропічні райони Європи, Малу Азію, Кавказ, Корейський півострів, Японію і Китай. В Північній Африці зафіксовані популяції в Марокко. В Україні поширена в Карпатах, Розточчі, Опіллі, Поліссі, Лісостепу, Гірському Криму, дуже рідко — у степових районах. Висотний діапазон становить 400-3300 м над рівнем моря.

## Значення і статус виду
Любку дволисту занесено до Червоного списку Німеччини і Додатку II Ковенції про міжнародну торгівлю видами дикої фауни та флори, що перебувають під загрозою зникнення (CITES). В Україні цей вид охороняється у наступних заповідниках і національних парках: Канівському, Кримському, «Розточчя», «Медобори», Карпатському, «Синевир», Карадазькому, «Подільські Товтри», Яворівському, «Деснянсько-Старогутському», «Сколівські Бескиди».
Популяції цього виду вкрай нечисельні і зазвичай складаються з 2-3 особин. Природному відтворенню рослин заважають господарська діяльність, лісові пожежі, зміна біотопів.
Завдяки приємному запаху любку зеленоквіткову інколи культивують як декоративну рослину. В Україні її можна побачити в колекціях Нікітського ботанічного сада, Національного ботанічного сада ім. Миколи Гришка і ботанічного сада Національного лісотехнічного університету України.
Нарівні з любкою дволистою бульби цієї рослини збирають для того, щоб отримати лікувальну сировину салеп.

## Цікавий факт
Зображення любки зеленоквіткової нанесено на французькі марки, випущені в 2003 та 2007 роках.

## Синоніми
| - Gymnadenia chlorantha (Custer) Ambrosi - Habenaria chlorantha (Custer) Bab. 1836 - Habenaria montana (F.W.Schmidt) T.Durand & Schinz 1894 - Habenaria subulifera W.W.Sm. - Orchis chlorantha Custer 1827 (Basónimo) - Orchis montana F.W. Schmidt 1793 - Orchis virescens Zollik. ex Gaud. 1829 - Platanthera bifolia subsp. chlorantha Rouy - Platanthera chlorantha var. angustata Zapal. | - Platanthera chlorantha f. bracteata Zapal. - Platanthera chlorantha f. grandiflora (M.Schulze) Soó - Platanthera chlorantha var. grandiflora M. Schulze 1907 - Platanthera chlorantha f. lancifolia (Rohlena) Soó - Platanthera chlorantha var. montana (F.W.Schmidt) Nyman - Platanthera montana (F.W. Schmidt) Rchb.f. 1851 - Platanthera montana var. gselliana H.Baumann, Künkele & R.Lorenz - Platanthera sigmoidea Maek. - Platanthera subulifera (W.W.Sm.) Schltr. |